# Ouled Ghanem
Ouled Ghanem  (in arabo أولاد غانم‎?) è un centro abitato e comune rurale del Marocco situato nella provincia di El Jadida, regione di Casablanca-Settat. Conta una popolazione di 24 775 abitanti (censimento 2014).